# Calypso (attractie)
De Calypso is een ouderwets attractietype die vooral op kermissen voorkwam. De Calypso kan als voorganger van de Breakdance worden beschouwd en wordt ingedeeld bij de spin 'n puke-attracties. De Calypso stamt uit 1960.

## Werking
In de Calypso draaien vier tweepersoons gondels rond een paal. De gondels hebben vaak de vorm van een vissenkop. Er staan meestal drie palen die elk dus vier gondels rond laten draaien. Deze palen zijn bevestigd aan een grotere paal, die tevens ronddraait. Men draait dus op twee manieren tegelijkertijd rond (spin 'n puke). Toen de Calypso werd geïntroduceerd was deze attractie dan ook erg populair, doordat ze een vernieuwende ervaring gaf. Echter, in de loop van de jaren werd deze ervaring door vernieuwendere en snellere attracties voorbijgestreefd. Het bekendste voorbeeld hiervan is de Breakdance, die nog steeds qua opzet veel weg heeft van de Calypso-attractie.
De naam Calypso is waarschijnlijk afgeleid van de gelijknamige dans, die licht lijkt op de bewegingen die bij de attractie worden gemaakt.

## Heden
De Calypso komt niet vaak meer voor op kermissen, simpelweg omdat er attracties bestaan die sneller en heftiger draaien. Enkele pretparken hebben echter nog wel een Calypso staan.
Moderne versies zoals de Twisters en Sizzlers komen regelmatig voor op de Britse en Ierse kermissen.

## Trivia
- De Zwevende Calypso werd in het lied Op de kermis bezongen door Bassie en Adriaan.[1]